# Овеселу
Овеселу (рум. Oveselu) — село у повіті Вилча в Румунії. Адміністративний центр комуни Мечука.
Село розташоване на відстані 168 км на захід від Бухареста, 48 км на південний захід від Римніку-Вилчі, 50 км на північ від Крайови.

## Населення
За даними перепису населення 2002 року у селі проживали 180 осіб, усі — румуни. Усі жителі села рідною мовою назвали румунську.